# NGC 672

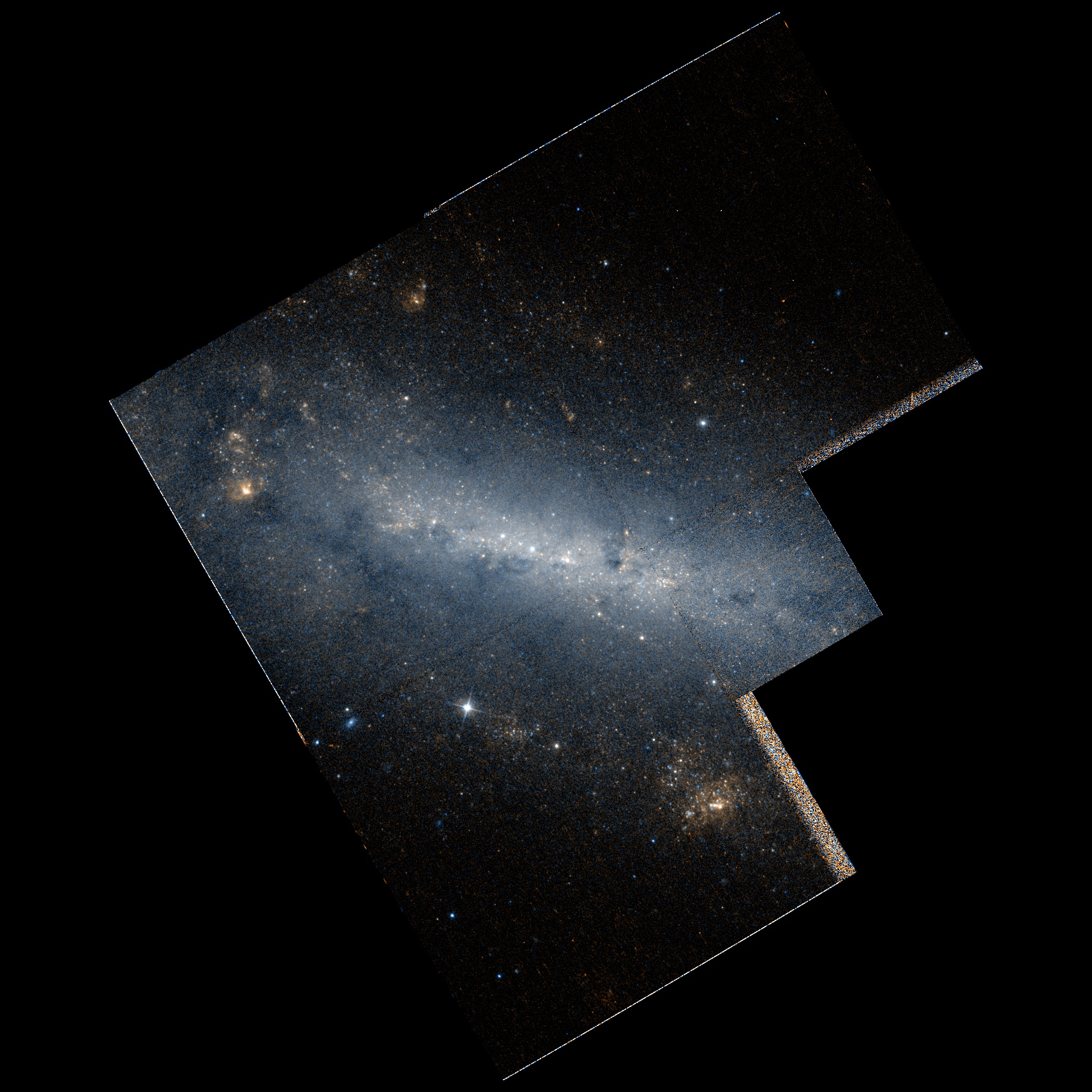
NGC 672 par le télescope Hubble.

NGC 672 est une galaxie spirale barrée cotonneuse située dans la constellation du Triangle. NGC 672 a été découverte par l'astronome germano-britannique William Herschel en 1786.

## Caractéristiques
Sa vitesse par rapport au fond diffus cosmologique est de 154 ± 19 km/s, ce qui correspond à une distance de Hubble de 2,27 ± 0,33 Mpc (∼7,4 millions d'al).
À ce jour, 17 mesures non basées sur le décalage vers le rouge (redshift) donnent une distance de 7,318 ± 1,243 Mpc (∼23,9 millions d'al), ce qui est nettement différent de la valeur de la distance de Hubble. Puisque cette galaxie est relativement rapprochée du Groupe local, ces mesures sont sûrement plus près de la distance réelle de celle-ci.
La classe de luminosité de NGC 672 est III-IV et elle présente une large raie HI. Elle renferme également des régions d'hydrogène ionisé

## Groupe de NGC 672
IC 1727, la galaxie voisine de NGC 672, est selon des mesures indépendantes du décalage vers le rouge à une distance de 6,862 ± 0,428 Mpc (∼22,4 millions d'al) de nous. Ces deux galaxies sont donc assez rapprohées et il se pourrait qu'elles soient en interaction gravitationnelle. D'ailleurs, selon l'Atlas de l'Univers créé par Richard Powell, ces deux galaxies en compagnie de NGC 784 font partie du groupe de NGC 672.